# Leptocleididae
Leptocleididae é uma família de répteis marinhos extintos do período Cretáceo Inferior.

## Classificação
- Leptocleididae White, 1940 sensu Smith & Dyke, 2008
  - Leptocleidus* Andrews, 1922
  - Umoonasaurus Kear, Schroeder & Lee, 2006